# Mi novia mandona
Mi novia mandona (en hangul: 너의 여자친구; RR: Neoeui Yeojachingu; título internacional: My Bossy Girl) es una película coreana de 2019 dirigida por Lee Jang-hee y protagonizada por Lee Elijah y Ji Il-joo.

## Reparto
- Lee Elijah como Hye-jin.
- Ji Il-joo como Hwi-so, estudiante de ingeniería.
- Heo Jung-min como Yong-tae, estudiante de ingeniería.
- Kim Ki-Doo  como Chang-gil, estudiante de ingeniería.
- Lee Jin-yi  como Ha-na.
- Kim Hee-sun como Ra-jin, estudiante.
- Jung Ye-jin como Hye-kyung.
- Ryu Hye-rin  como Eun-jeong.
- Seo Kweang-jae, como el padre de Hwi-so.
- Seo Jung-yeon, como la madre de Hye-jin.
- Lee Han-wi, como el padre de Hye-jin.

## Argumento
Tres jóvenes estudiantes de ingeniería mecánica montan una tienda de reparaciones gratuitas de bicicletas en el festival de su universidad, con el secreto propósito de conocer chicas. No tienen ningún éxito, pero Hye-jin, una joven deportista de tiro con arco discapacitada, entra en la tienda de manera fortuita porque pierde el control de su silla de ruedas eléctrica, que se rompe en la caída, y así conoce a Hwi-so. Este le repara la silla, y van juntos después a comer a un restaurante, pero tras la comida descubren que se la han robado. Hwi-so se siente responsable del robo y, como no tiene dinero para comprar una silla nueva, en pocos días la fabrica él mismo y se la lleva a Hye-jin. Así nace entre ellos una relación amorosa, en la que ambos deben también superar sus traumas.

## Tema
La protagonista de la película es una persona que afronta con tenacidad los obstáculos provocados por su discapacidad. El director y guionista Lee Jang-hee había rodado diez años antes un cortometraje como asistente de dirección en Jeongjeong Hall (Centro de Bienestar de Rehabilitación para Discapacitados) sobre la necesidad de tomar conciencia sobre las dificultades que estos experimentan en su vida cotidiana.

## Estreno y recepción
Una semana después de su estreno en sala el 4 de diciembre de 2019 se anunció que estaría disponible también en televisión por cable y plataformas para móviles e internet.
La crítica ha señalado que el tema del romance entre un estudiante de ingeniería y una deportista con minusvalía es nuevo, pero aunque está tratado de forma fresca y brillante, resulta también superficial e incluso infantil. Por lo que respecta al trabajo de los actores, por una parte se señala que Lee Elijah, que ha interpretado a personajes negativos en otras ocasiones, añade en este largometraje un nuevo registro a su repertorio, aunque por otra parte no parece sentirse cómoda en su papel y exagera los gestos y expresiones.